# Bülter See und Randmoore
Bülter See und Randmoore ist ein Naturschutzgebiet in den niedersächsischen Gemeinden Loxstedt und Schiffdorf und in der Gemeinde Beverstedt im Landkreis Cuxhaven.

## Allgemeines
Das Naturschutzgebiet ist rund 379 Hektar groß. Es ist Bestandteil des FFH-Gebietes „Silbersee, Laaschmoor, Bülter See und Bülter Moor“. Wenige hundert Meter nordöstlich des Naturschutzgebietes schließt sich das Naturschutzgebiet „Silbersee und Laaschmoor“ an. Das Gebiet steht seit dem 17. September 2010 unter Naturschutz. In dem Naturschutzgebiet ist das im November 1982 ausgewiesene, 368 Hektar große und nahezu deckungsgleiche ehemalige Naturschutzgebiet „Bülter See und Randmoore“ mit dem Kennzeichen NSG LÜ 050 aufgegangen. Zuständige untere Naturschutzbehörde ist der Landkreis Cuxhaven, der das Naturschutzgebiet unter dem Kennzeichen NSG CUX-003 führt.

## Beschreibung
Das Naturschutzgebiet liegt nordöstlich von Heerstedt. Es beinhaltet den dystrophen Bülter See im Zentrum und die umgebenden Hochmoorflächen des Großen Moores, Seemoores, Bülter Moores, Flittereschmoores, Schwarzen Moores und Trumbargsmoores bzw. Teile davon. Die Moorflächen wurden bis Mitte des 20. Jahrhunderts entwässert und in Handtorfstichen abgebaut. Die abgetorften Flächen sind heute überwiegend mit Birken und Kiefern bewachsen, auf weniger entwässerten Flächen sind Birken- und Kiefernbruchwälder zu finden. Auf unbewaldeten Flächen herrschen Moorwegetation wie Moorheiden vor. Die Moorflächen sollen durch Wiedervernässung renaturiert werden. Teile der Moorflächen, insbesondere westlich des Bülter Sees, sind zu Grünland kultiviert und werden überwiegend als Weide genutzt.
Die Moorgebiete werden im Nordosten über die Rohr, im Süden über den Loher Bach und im Westen über den Stinstedter Bach zur Lune entwässert.